# إتش تي سي 7 برو (موبايل)
إتش تي سي 7 برو (بالإنجليزية: HTC 7 Pro) هو هاتف ذكي من إتش تي سي يعمل بنظام ويندوز فون.

## الخصائص
- نظام التشغيل: ويندوز فون
- الشاشة: شاشة لمس 480×800 16 مليون لون
- الوزن: 185 غرام
- المعالج: 1 جيجا هرتز
- الذاكرة: 8 جيجابايت